# 300: Rise of an Empire
300: Rise of an Empire is een Amerikaanse actie-dramafilm uit 2014, met Eva Green, Sullivan Stapleton, Rodrigo Santoro, Callan Mulvey, en Jack O'Connell onder regie van Noam Murro en geproduceerd door Zack Snyder. De film is een sequel van Snyders film 300 uit 2006.

## Verhaal
De film gaat over Themistocles en Artemisia I van Karië, evenals over Xerxes I van Perzië. De oorspronkelijk werktitel van de film luidde Battle of Artemisium. De slag bij Artemisium was een zeeslag die op dezelfde dag plaatsvond als de slag bij Thermopylae, en werd uitgevochten tussen een alliantie van Griekse stadstaten en het Perzische Rijk in 480 v.Chr. voor de kust van Euboea. De film is deels ook gericht op de slag bij Salamis, waarin Artemisia een belangrijke rol speelde en ook op de slag bij Marathon. De film vertelt het achtergrondverhaal van Xerxes, en verklaart hoe hij "de goddelijke koning" werd.

## Rolverdeling
| Acteur                               | Personage                   |
| ------------------------------------ | --------------------------- |
| Eva Green                            | Artemisia                   |
| Sullivan Stapleton                   | Themistocles                |
| Lena Headey                          | Koningin Gorgo              |
| Rodrigo Santoro                      | Xerxes I                    |
| Callan Mulvey                        | Scyllias                    |
| Jack O'Connell                       | Calisto                     |
| Hans Matheson                        | Aeschylus                   |
| David Wenham                         | Dilios                      |
| Andrew Tiernan                       | Ephialtes                   |
| Yigal Naor                           | Koning Darius I             |
| Andrew Pleavin                       | Daxos                       |
| Ben Turner                           | Generaal Artaphernes        |
| Ashraf Barhom                        | Generaal Bandari            |
| Christopher Sciueref                 | Generaal Kashani            |
| Caitlin Carmichael en Jade Chynoweth | Artemisia (8 jr. en 13 jr.) |

## Productie
In juni 2008 raakte bekend dat er een vervolg zou komen op 300. Legendary Pictures maakte bekend dat Frank Miller (de schrijver van de striproman 300, waar de eerste film op gebaseerd is) een vervolgroman aan het schrijven was en dat Zack Snyder (regisseur van de eerste film) interesse had getoond om ook het vervolg te regisseren. Hij koos er echter voor om de nieuwe Supermanfilm Man of Steel te regisseren. Uiteindelijk werd Noam Murro regisseur terwijl Snyder de film gaat produceren.
In de pre-productiefase had de film de titel 300: Battle of Artemisium. Later werd de film omgedoopt tot 300: Rise of an Empire. De opnames startten in juli 2012 in de Nu Boyana Film Studios in Sofia, Bulgarije. In mei 2013 werd bekend dat de filmmuziek gecomponeerd wordt door de Nederlander Tom Holkenborg (beter bekend als Junkie XL).